# Werner Günthör
 Werner Günthör (Uttwil, Thurgau kanton, 1961. június 1. –) világbajnok svájci súlylökő.
Az 1988-as szöuli olimpián 21,99-ot lökött a szám döntőjében, mely a bronzéremre volt elég a keletnémet Ulf Timmermann 22,47-es, és az amerikai Randy Barnes 22,39-es eredménye mögött.
1987 és 1993 között három egymást követő világbajnokságon lett aranyérmes. E teljesítményével a világbajnokság legsikeresebb súlylökőjének számít.

## Egyéni legjobbjai
Szabadtér
- Súlylökés – 22,75 (svájci rekord)
- Diszkoszvetés – 54,48

Fedett
- Súlylökés – 22,26